# Miches
Miches es un municipio de la República Dominicana, que está situado en la provincia de El Seibo.

## Toponimia
En 1936 la comunidad denominada hasta entonces El Jovero cambió su nombre -mediante la ley Núm. 1186, publicada en la Gaceta Oficial, Núm. 4956- por el de Miches, en honor al General dominicano Eugenio Miches.

## Localización
El municipio está ubicado en la costa atlántica del noreste del país. La comunidad se asienta entre la vertiente norte de la cordillera Oriental y la orilla sur de la Bahía de Samaná, en un enclave retirado de gran belleza natural.

## Límites
Municipios limítrofes:
|                         | Norte: Océano Atlántico |              |
| Oeste: Sabana de la Mar |                         | Este: Higüey |
|                         | Sur: El Seibo           |              |

## Distritos municipales
Está formado por los distritos municipales de:
| Nombre   | Código   |
| -------- | -------- |
|          |          |
| El Cedro | 08080202 |
| La Gina  | 08080203 |

## Economía
Miches es una comunidad rural emergente, por lo que dispone de un acceso limitado a los mercados, bajos niveles de educación y escasas oportunidades de empleo; según la Oficina Nacional de Estadística de la República Dominicana (ONE), el 70.7% de los hogares en la provincia de El Seibo vivían en situación de pobreza en 2010.
Con el crecimiento de la pesca comercial y el aumento de la población local, Miches también está sintiendo la tensión de la sobreexplotación de las aguas, junto con los arrecifes de coral sedimentados por el aumento de la escorrentía de la tierra por la actividad agrícola.
La agricultura -especialmente el cultivo de arroz, coco, cacao y víveres como la yautía o el ñame-, la ganadería, la pesca artesanal, la artesanía local y las pequeñas empresas son los principales motores económicos de la zona.

## Turismo
Miches posee un gran potencial turístico. La gran extensión de sus playas, de las mejores del país, con sus costas irregulares, que provocan accidentes geográficos en su litoral –puntas y ensenadas–, proporcionan todos los medios para un excelente turismo. Sus manglares, cocoteros, montañas, ríos, cascadas, cuevas y bosques tropicales complementan una oferta de gran belleza natural virgen.
Miches será el emplazamiento del proyecto Tropicalia, un desarrollo de turismo de lujo sostenible de Cisneros Real Estate, división de Cisneros. Tropicalia supondrá una inversión de US$310 millones y generará alrededor de 1.800 empleos.
Desde 2008, Tropicalia promueve, a través de la Fundación Tropicalia, el desarrollo social y económico sostenible de Miches, trabajando en las áreas de medio ambiente, educación, productividad y apoyo sociocultural.
La construcción de las nuevas carreteras y el anuncio de importantes proyectos, han favorecido un desarrollo incipiente del turismo en Miches, con la aparición de pequeños negocios locales (como restaurantes, alquiler de cabañas, excursiones en bote, tours a caballo por la playa, etc.) y la creación de clústeres turísticos.

## Comunicaciones
Dada su situación geográfica, con el mar al norte y una cordillera al sur, Miches ha vivido históricamente aislada, lo que ha contribuido negativamente en su desarrollo económico. Las mejoras realizadas en los últimos años en las carreteras que le unen con Punta Cana, Santa Cruz de El Seibo y Sabana de la Mar han abierto una nueva vía de comunicación que favorece la diversificación de la economía y un incipiente desarrollo del turismo.
En los últimos años, Miches ha emergido como un nuevo destino turístico en el este del país, atrayendo inversiones en complejos hoteleros debido a su belleza natural, playas vírgenes y entorno ecológico privilegiado.

### Puntos de interés
- Montaña Redonda.

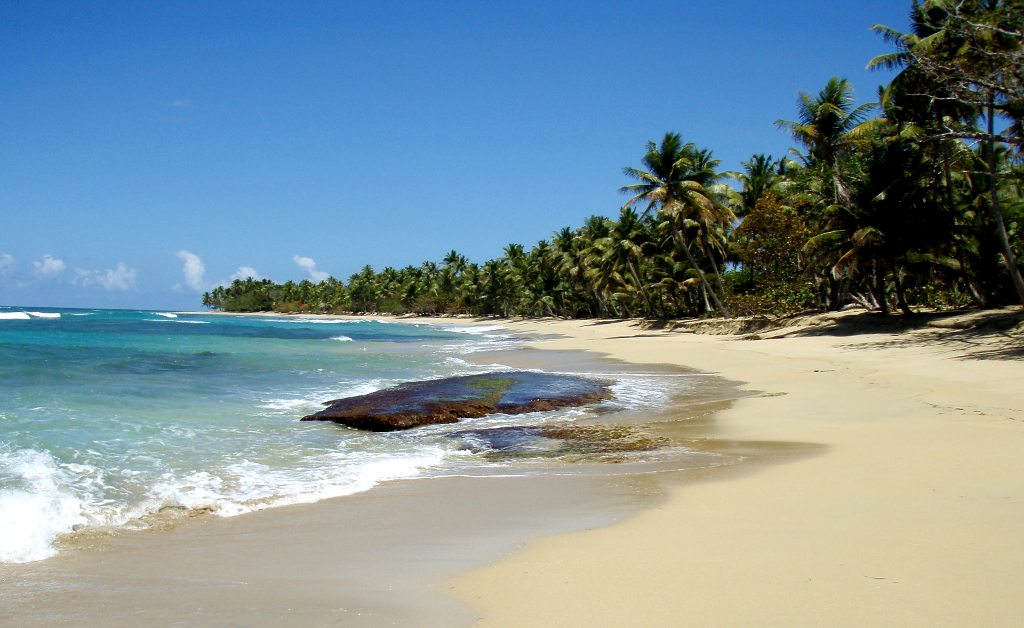
Playa Esmeralda, una playa no desarrollada en Miches.

- Laguna Redonda (reserva natural, área protegida).
- Laguna Limón (reserva natural, área protegida).
- Bahía La Gina (área de gestión de hábitat y especies, protegida).
- Carretera El Seibo – Miches (paisaje terrestre protegido).
- Costa Esmeralda (playa en los alrededores de Miches).
- Playa Limón (playa en los alrededores de Miches).
- Playa Arriba (playa en Miches).
- Media Luna (piscina natural de agua salada).
- Playa el morro.